# USS Reprisal (CV-35)
USS Reprisal CV-35 è stata una portaerei pianificata che avrebbe dovuto far parte della classe Essex. A causa della riduzione delle ostilità nel Pacific Theater e di una moltitudine di altre navi della classe Essex disponibili, la costruzione fu annullata il 12 agosto 1945 quando era completato circa il 52,3% della nave. Fu varata ugualmente più tardi quell'anno per liberare lo scalo di alloggio. Furono elaborati piani per completarla come nave di attacco, ma alla fine il piano fu abbandonato e fu venduta per la rottamazione nel 1949.